# غیث فرعون
غیث فرعون (انگلیسی: Ghaith Pharaon; ۷ سپتامبر ۱۹۴۰ – ۶ ژانویهٔ ۲۰۱۷) کارآفرین اهل عربستان سعودی بود، که در سال ۱۹۸۰ شرکت نفت اتوک را تأسیس کرد.